# Амелия Виндзор
Леди Амелия София Теодора Мария Маргарита Виндзор (англ. Lady Amelia Sophia Theodora Mary Margaret Windsor, родилась 24 августа 1995 в Кембридже) — младшая дочь Джорджа Виндзора, графа Сент-Эндрюса, и Сильваны Виндзор, графини Сент-Эндрюс. Внучка принца Эдварда, герцога Кентского и праправнучка короля Георга V. Занимает 44-е место в порядке наследования британского престола.

## Биография
Родилась в госпитале Роузи (Кембридж). Одно время была единственным членом своей семьи, имеющей право наследовать британский престол: её мать Сильвана принадлежит по рождению к римско-католической церкви и по причине брака с ней был исключён отец леди Амелии. Брат Амелии Эдвард, барон Даунпатрик, и сестра Марина Шарлотта были исключены из порядка наследования, так как в подростковом возрасте перешли в католичество, Амелия же оставалась членом Церкви Англии. Эта ситуация изменилась в 2015 году, когда после внесения изменений в британском законодательстве, которые сняли эти ограничения, граф (но не его старшие дети-католики) вновь оказался в списке престолонаследников.
Леди Амелия учится в частном католическом пансионе святой Марии близ Аскота (Беркшир). Собирается связать свою карьеру с журналистикой, как и её кузина Габриэлла Кингстон. Снималась в фотосессии для журнала Tatler, который известен тем, что на своих обложках часто размещает фотографии членов британской королевской семьи.